# Liste de poètes de langue occitane
Cette liste recense les noms des poètes de langue occitane. Elle couvre la période allant du XIIe siècle au XXIe siècle, c’est-à-dire de la langue romane connue sous le nom de langue d’oc à l’occitan moderne. Les noms présentés sont ceux de troubadours, trobairitz, félibres, félibresses, poètes et poétesses ayant une notoriété reconnue.

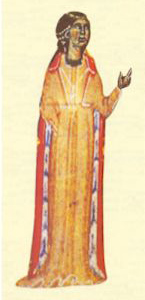
La trobairitz
Beatritz de Dia
(Béatrice de Die)

## Trobairitz et troubadours

### XIIesiècle

#### A-I
- Ademar de la Rocaficha[1]
- Ademar de Poitiers
- Ademar Jordan[2]
- Aimeric de Sarlat
- Alaisina Yzelda ou Iselda
- Albert (ca 1180-1209)[3],[4]
- Albertet Cailla[5]
- Aldric del Vilar[6],[1]
- Alegret
- Alphonse II d'Aragon (1154-1196)
- Andrian del Palais[7]
- Arnaud de Tintinhac
- Arnaut Daniel
- Arnaut de Carcassés[8]
- Arnaut de Mareuil
- Arnaut-Guilhem de Marsan
- Arver[9],[10]
- Azalaïs de Porcairagues
- Azar[11]
- Béatrice de Die
- Bérenguier de Palazol[1],[12],[13],[14]
- Bérenguier de Peizrenger[12],[15]
- Bernart de Durfort[16],[17]
- Bernard de Ventadour (ca 1147-ca 1170)
- Bernart de Venzac (ca 1180-ca 1209)
- Bernart Marti[18],[19]
- Bernart Tortitz[20]
- Bertran de Born (ca 1159, ca 1195)
- Bertran de Pessatz[21],[22],[23],[24]
- Cadenet
- Cercamon (ca 1137-ca 1149)[25],[26]
- Clara d'Anduze
- Dalfi d'Alvernha
- Eble d'Ussel[1]
- Ebles de Saignes[27],[28]
- Èbles II, vicomte de Ventadour[29],[30]
- Elias de Barjols[1]
- Élias d'Ussel[1]
- Élias Fonsalada[31]
- Enric I de Rodes[1]
- Ernoul el Vielh
- Esperdut
- Folquet de Marselha (ca 1155-1231)
- Formit de Perpinhan[32]
- Garin d'Apchier
- Garin lo Brun
- Garsende de Forcalquier (ca 1180-ca 1242)[33]
- Gaucelm Faidit (1172-1220)
- Gaudairenca[34],[35]
- Girault de Borneil (ca 1162-1199)
- Giraut del Luc[36]
- Gregori Bechada[37]
- Grimoart Gausmar[38],[39]
- Gui d'Ussel (ca 1170-ca 1225)
- Guilhelmi[40]
- Guilhem de Berguedan (ca 1138-1192)
- Guilhèm de Sant Leidier
- Guilhem du Baux (ca 1145-1218)[41],[42]
- Guilhem Magret
- Guilhem Rainol[43],[44]
- Guillaume IX d'Aquitaine (1071-1126)
- Guillem de Cabestany
- Guillem del Baus[45],[46],[47]
- Guillem Gausmar[48]
- Guiraudo Lo Ros[49]
- Guiraut de Cabreira (ca 1150)[50]
- Guiraut de Calanson
- Henri Ier de Rodez
- Hubert II, comte de Biandrate[1]
- Isnart d'Entrevennes[51]

#### J-Z
- Jaufré Rudel (ca 1113-ca 1170)
- Joan Lag[52],[53]
- João Soares de Paiva (pt)
- Jordan Bonel[1]
- Jutge[54]
- Lantelmet d'Aiguillon
- Lemozi[1]
- Lombarda
- Manfredi i Lancia[55]
- Marcabru (ca 1110-ca 1150)
- Marcoat[56]
- Marie de Ventadour (ca 1180-ca 1215)
- Na Alamanda[57]
- Na Carenza
- Na Félipa[58]
- N'Azalais de Salutz[59]
- Peire Bremon Lo Tort
- Peire Cardenal (1180-1278)
- Peire d'Alvernhe
- Peire de Bergerac[60],[61]
- Peire de Bossignac[62]
- Peire de Bussignac[63]
- Peire de la Cavarana[60],[64]
- Peire de la Valeira[65]
- Peire de Vic
- Peire del Poi[65]
- Peire d'Ussel[1]
- Peire Ermengau (1158-1203)[66]
- Peire Espaignol (ca 1150-ca 1220)[1]
- Peire Raimon de Tolosa[1]
- Peire Rogier
- Peire Vidal[1]
- Peirol (1180-1220)[67]
- Pelestort[68]
- Perdigon[1]
- Pistoleta (ca 1180-ca 1230)[69],[68]
- Pons Barba[70]
- Raimbaut d'Aurenga (ca 1140-1173)
- Raimbaut de Vaqueiras (ca 1155-1207)[1],[71],[72]
- Raimbaut ou Raimbaud[73]
- Raimon d'Anjou[74]
- Raimon de Durfort[75],[76]
- Raimon de Miraval (ca 1135-ca 1216)[77],[78]
- Raimon Jordan[1]
- Reculaire[79],[80]
- Reforsat de Trets[81]
- Rene Char
- Richard I d'Angleterre (1157-1199)
- Rigaut de Berbezilh[82],[83]
- Robert Clermont[84],[Note 1]
- Robert IV Dauphin d'Auvergne (ca 1150/1234)[85]
- Rofin[86]
- Sail de Claustra[1]
- Salh d’Escola
- Sifre[87],[88]
- Tibors de Sarenom
- Torcafol[89],[90]
- Tostemps[89]
- Turc Malec
- Uc Brunenc[89]
- Uc Catola[1]
- Uc de la Bachellerie
- Uc de Maensac[1]
- Uc de Murel[1]

### XIIIesiècle

#### A-D
- Ademar le Noir
- Aenac
- Aicart del Fossat
- Aimeric
- Aimeric de Belenoi (ca 1216-1242)
- Aimeric de Péguilhan (ca 1190-ca 1221)
- Airas Nunes (es)
- Aires Corpancho (it)
- Alberico da Romano
- Albert(troubadour)
- Albertet de Sisteron (ca 1194-1221)
- Alexandre[6],[91]
- Almucs de Castelnou
- Amanieu de la Broqueira[7],[92],[1]
- Amanieu de Sescars[7],[93]
- Amoros dau Luc[7],[94]
- Arnaldo Danielo
- Arnaud de Comminges[95]
- Arnaud Pierre d'Agange
- Arnaut Catalan[1]
- Arnaut de Brancalo[96],[97]
- Arnaut Plagues[1]
- Astorg VII d'Aurillac (1225-1291)
- At de Mons
- Austorc de Segret[1],[98],[99]
- Azalaïs d'Altier
- Bâtard d'Aragon[1]
- Beatritz de Romans
- Bérengier Trobel[1]
- Berenguier de Poivent[12],[100]
- Bermon Rascas[101],[102]
- Bernal de Bonaval
- Bernard Amouroux[103],[101],[104]
- Bernard de Bondeills[1]
- Bernard IV (comte) d'Astarac
- Bernart[1]
- Bernart Alanhan de Narbona
- Bernart Arnaut Sabata[105],[18],[106],[107],[108]
- Bernart d'Auriac[1]
- Bernart de la Barta[18],[109]
- Bernart de la Fon[18],[110]
- Bernart de Pradas[1]
- Bernart de Rovenac (ca 1242-1261)[20]
- Bernart Sicart de Maruèjols
- Bernart Tot Lo Mon[1]
- Bernart-Arnaut d'Armanhac[111]
- Bernart-Arnaut de Montcuq[101],[112]
- Bertolome Zorzi (ca 1266-1273)[1]
- Bertran[113]
- Bertran Carbonel[1]
- Bertran d'Avignon
- Bertran de Born fils[114],[115]
- Bertran de la Tour[116],[117]
- Bertran de Lamanon (1210-1270)
- Bertran de Marseille
- Bertran de Paris[23],[118]
- Bertran de Preissac[119]
- Bertran de Saint Felitz[120]
- Bertran del Pojet[121]
- Bertran Folcon d'Avignon[122]
- Bertrand d'Aurel (1215-1280)
- Bertrand de Gourdon
- Bieiris de Romans[23],[123]
- Blacasset[23],[124],[1]
- Blacatz
- Bofilh[1]
- Bonafos[11],[125]
- Boniface VI de Castellane[1]
- Bonifaci Calvo[11],[126]
- Bonifaci de Castellana[11],[127]
- Calega Panzan[128]
- Castelloza
- Cavaire[129]
- Cavalier du Temple[130],[131],[132]
- Cerverí de Girona
- Chardon de Croisilles[133],[134]
- Codolet[135]
- Cossezen (en)
- Dalfinet[135],[136]
- Dante de Maiano[137]
- Daspols[1]
- Daude de Carlus[138],[139]
- Daude de Pradas
- de Cornet, père[140]
- Denis Ier
- Duran de Carpentras[138],[141]

#### E-I
- Élias Cairel[1]
- Englés[142],[143],[1]
- Enric II, comte de Rodes[144]
- Envejos[144],[145]
- Esquilha[144],[146]
- Falconet[147],[148]
- Falquet de Romans
- Faure[147],[149]
- Faydit du Belesta[150]
- Felip de Valenza
- Ferrari de Ferrare[147],[151]
- Folc
- Folquet de Lunel[1]
- Fortunier[32],[152]
- Fraire Menor[1]
- Frère Izarn[153]
- Gaucelm Estaca[33],[154]
- Gauceran
- Gauseran de Saint-Leidier
- Gausbert Amiel[155]
- Gausbert de Puysibot[156]
- Gavaudan, le Vieux (ca 1195-ca 1215)[1]
- Girardo Cavallazzi[157]
- Girart[158],[159]
- Giraut de Salinhac[160],[161]
- Gormonda de Monpeslier
- Granet[1],[162]
- Gui de Cavaillon (ca 1200-ca 1230)[162]
- Gui de Glotos[162],[163]
- Guibert[164]
- Guigo de Cabanas[164],[165]
- Guilhalmet[166]
- Guilhem Anelier de Tolosa (ca 1244-1265)[167]
- Guilhem Augier Novella (ca 1209-1228)
- Guilhem d'Anduze[1]
- Guilhem de Balaun (1230-1288)
- Guilhem de Cervera[168]
- Guilhem de Durfort
- Guilhem de la Tour (ca 1220-ca 1255)[169],[170],[1]
- Guilhem de la Tour[169],[171]
- Guilhem de Montanhagol (ca 1233-ca 1268)[172],[173],[1]
- Guilhem de Mur[1]
- Guilhem de Salinhac
- Guilhem de Tudela
- Guilhem d'Hautpoul[174],[175],[176]
- Guilhem d'Ières[1]
- Guilhem Évesque[1]
- Guilhem Fabre[177],[178]
- Guilhem Figueira (ca 1215-1240)
- Guilhem Moyses[175],[179]
- Guilhem Peire de Cazals[180],[181]
- Guilhem Raimon de Gironela[1]
- Guilhem Rainier[43]
- Guilhem Rainol[182]
- Guilhem Uc d'Albi[1]
- Guillaume Ademar (ca 1195-ca 1217)
- Guillelma de Rosers[183]
- Guilhem de Balaun[46]
- Guillem de Biars[1]
- Guillem de l'Olivier[184],[185],[186],[187],[1]
- Guillem de Saint-Grégori[1]
- Guionet[188]
- Guiraut d'Espagne (ca 1245-ca 1265)[1]
- Guiraut Riquier (ca 1254-ca 1292)
- Guy Foulques
- Imbert[189]
- Isabella
- Isarn Marques[1]
- Isarn Rizol[1]
- Iseut de Capio (ca 1190-ca 1250)

#### J-O
- Jacme Grill[190],[153]
- Jacme Mote d'Arles[1]
- Jacques II d'Aragon (1267-1327)
- Jofre de Foixà (ca 1267-1295)
- Jaufre de Pons[1]
- Javare[191]
- Joan d'Aubusson[191],[192]
- Joan de Pennas[1]
- Joan Esteve[1]
- Joan Miralhas[52]
- João Garcia de Guilhade (pt)
- João Lobeira
- João Zorro (pt)
- Johan Estève de Bezers[193]
- Johanet d'Albusson[194]
- Joios[52]
- Jordan de l'Isla de Venaissi[54]
- Jori ou Jozi[54]
- Lambert[54]
- Lanfranc Cigala (ca 1235-ca 1257)[195]
- Lantelm[54]
- L'évêque de Bazas[12],[196]
- Luca Grimaldi[197]
- Luchetto Gattilusio[197],[198]
- Macías o Namorado
- Mainart Ros[199]
- Maistre[197]
- Marcabru[197],[200]
- Marguerite d'Oingt
- Marques de Canillac[201],[202]
- Martin Codax
- Matieus de Caerci[201],[203],[1]
- Mendiño (gl)
- Miquel de Castilho[201],[204]
- Moine de Montaudan
- Mola[88],[205]
- Montan[206],[207]
- Montan Sartre[208]
- Motet[1]
- Na de Casteldoza
- Na Iselda
- Na Tibors
- Nicolet de Turin[209],[210]
- Nuno Fernandes Torneol (pt)
- Oberto II de Biandrate (es)
- Obs de Biguli (it)
- Olivier de la Mar[211]
- Olivier del Temple[206],[212],[213]
- Oste[214]
- Ozil de Cadars[215],[216]

#### P-Z
- Paio Gómez Chariño (gl)
- Paio Soares de Taveirós (gl)
- Palazin[217]
- Paolo Lanfranchi da Pistoia[218]
- Paulet de Marseille[215],[219]
- Pavese (it)
- Peire Basc[1]
- Peire Bremon Ricas Novas[220]
- Peire de Barjac[221]
- Peire de Blai[1]
- Peire de Bragairac[222]
- Peire de Castelnau[223]
- Peire de Cols[224],[225],[226],[227],[1]
- Peire de Corbiac[1]
- Peire de Durban[228],[229]
- Peire de Gabaret[230]
- Peire de la Mula (ca 1190-1220)[231]
- Peire de Maensac[232],[233],[234]
- Peire de Pomairol[235]
- Peire del Vern[1]
- Peire del Vilar[236],[68],[237]
- Peire Gausseran[238]
- Peire Guilhem[239]
- Peire Guilhem de Luserna[1]
- Peire Imbert[235]
- Peire Milo[1]
- Peire Pelet[235]
- Peire Pelissiers[240]
- Peire Rei d'Arago (1240-1285)
- Peire Salvatge[65]
- Peire Torat[65],[1]
- Peire Trabustal[1]
- Peironet[161],[68]
- Perceval Doria
- Peyres[1]
- Pierre de Jean Olivi
- Pierre III d'Aragon
- Pons de Chapteuil[1]
- Pons de la Garda (ca 1190-ca 1210)[1],[241]
- Pons de Monlaur
- Pons d'Ortafa
- Pons Fabre d'Uzès
- Pons Santolh[1],[241]
- Ponson[242]
- Porcier[241]
- Pouzet ou Ponzet[241]
- Prebost de Valensa[243]
- Prieur[244],[166],[164]
- Pujol ou Poujol[241]
- Raimbaut de Beljoc[1]
- Raimbaut d'Eira[245],[246]
- Raimon Bistort de Roussillon[247],[248]
- Raimon d'Avignon[249]
- Raimon de Castelnou[1]
- Raimon de Salas[250],[251]
- Raimon de Salas[252],[253]
- Raimon de Tors (1246-1285)[250],[254]
- Raimon Escrivan[255]
- Raimon Estaca[256],[257]
- Raimon Féraut[258]
- Raimon Gaucelm[256],[259],[1]
- Raimon Izarn[256]
- Raimon Menudet[1]
- Raimon Rigaut[1]
- Raimon Vidal[81],[260]
- Raimond Bérenger V de Provence
- Rainaut[130]
- Rainaut de Tres Sauses[1]
- Rambertino Buvalelli[81],[261],[262]
- Raymond Bistortz[263]
- Réforsat de Forcalquier[1],[81]
- Renaud de Pons[264]
- Ricaut Bonomel (en)
- Richart de Tarascon[265]
- Rodrigo (1186-1230)[1]
- Rofian[86]
- Roger-Bernard III comte de Foix (1265-1302)[86],[266]
- Rostanh de Mergas[1]
- Rubaut[208]
- Savaric de Mauléon[267]
- Savary Ier de Mauléon[268]
- Scot[208],[269]
- Serveri de Girona (ca 1259-ca 1285)[1]
- Simon Doria (1265-1293)[130],[270]
- Sordel (1225-1270)
- Taurel[130]
- Terramagnino da Pisa[130]
- Thomas II de Piémont (ca 1199-1259)[130]
- Tomas II, comte de Savoie[130]
- Tomier[271],[272]
- Uc de Lescure
- Uc de Mataplana[80],[273],[274]
- Uc de Saint Circ (1217-1253)
- Ugolin de Forcalquier[275]
- Vaquier[276]
- Vescoms de Torena (1214-1243)[1]
- Villarnaut[1]
- Xoán de Cangas

### XIVesiècle
- Arnaud d'Alaman
- Arnaut Vidal de Castelnaudary
- Astorc de Galhac[277]
- B. d'Espagna[12]
- Bérenguer d'Anoya ou d'Anoia ou de Noya[278]
- Bernat de Palaol ou Bernart de Mallorques[279]
- Bernart de Panassac[12]
- Bertran Albaric
- Bertran de San Roscha[23]
- Bertran del Falgar[122]
- Cavalier Lunel de Montech[197],[280],[281]
- Constance, reine de Majorque (1313-1346)
- Crescas Caslari[282]
- Crescas du Caylar
- Frédéric III de Sicile (ca 1341-ca 1377)
- Gaston Fébus (1331-1391)[283],[284]
- Guilhem de Fontanas[177]
- Guilhem de Masdovelles[285]
- Guilhem Godi[175]
- Guilhem Gras[175],[286]
- Guilhem Molinier (XIVe siècle) [287]
- Guillaume Borzatz[46]
- Guillaume d'Alaman
- Huc del Valat[189]
- Jacme de Tolosa[153]
- Jacme March[288]
- Jacme Rovira[289]
- Johan Blanch[290]
- Joan de Fontanas[191]
- Joan Nicolas[52]
- Joan Pellenc[52]
- Joan de Castellnou[291]
- Matfre Ermengau (ca 1288-1322)
- Pedro Afonso (1287-1354)[292]
- Peire Arquier[60],[293]
- Peire de Ladils[191]
- Peire Duran[1]
- Peire Trencavel[65]
- Peyre de Monlasur[294]
- Pons de Prinhac[295]
- Raimon d'Alayrac
- Raimon de Cornet[296]
- Raimon Ermengau[297]
- Ramenat de Montaut[298]
- Rostanh Bérenguier de Marseille[299]
- Thomas Periz de Fozes[300]

### XVesiècle
- Anthoni Crusa[301]
- Antoine Racaud[302]
- Arnaud Algar[303]
- Arnaud Donat[304]
- Arnaut Bernart[305]
- Ausiàs March
- Berengario de Hospitali[306]
- Bernart Nunho[307],[18]
- Bertran Brossa[308]
- Bertrand de Roaix[309]
- Danis Andrieu[135]
- Gui Bonnet[310]
- Guilhem Bru[311]
- Guilhem de Galhac[312]
- Hélie de Solier[313]
- Jean de Cardonne[313]
- Jean/Joan Bemonis ou Bemonys[314]
- Joan Catel[315]
- Joan de Calmont[316]
- Joan Joannis de Gargas[191]
- Joan Salvet[317]
- Johan de Recaut[318]
- Johan del Pech[319]
- Johan Gumbaut[320],[191]
- Luis Icart[321]
- Martin de Mons[322]
- Mathieu d'Artigaloba[201]
- Peire Bruelh[11],[323]
- Peire de la Roca[324]
- Peire Malarderi[325]
- Peire March[326]
- Pierre de Janilhac[327]
- Pierre de Vilamur[328]
- Raimon Benezech[329]
- Raimon Stairem[330]
- Raimon Valada[81]
- Thomas Loys[331]

## Baroco-classique

### XVIesiècle
- Antonius Arena
- Guillaume Salluste du Bartas (1544-1590)[332]
- Louis Bellaud de la Bellaudière[333]
- Léon de Berluc-Pérussis[334]
- Mathieu Blouin (1554-1615)[335]
- S. Brisse[336]
- D. Cassaigne[337]
- Pierre du Cèdre[338]
- Jean Chaduc[339]
- P. Chambon de Gotz[340]
- A. Crouzil[341]
- Donec[342]
- G. Falachon[343],[344]
- I. Fontaine[345]
- de Fortuné[346]
- Auger Galhard (ca 1530-1595)[347]
- Louis Gallaup de Chasteuil (1530-1598)[348]
- Jean de Garros[349]
- Pey de Garros (1525/1530-1582)
- Jean Germain[350],[351]
- G. de Morei[352]
- L. Nabeyrat[353]
- Pierre de Nogerolles[354]
- Charles de Nostredame[355]
- François Paul[356]
- Pierre Paul[357]
- François Pesant[358]
- I. Poetiers[359]
- Remaurin[360],[361]
- J. de Rivière[362]
- Robert Ruffi (1542-1634)
- Michel Tronc[363]
- B. Zerbin[364]

### XVIIesiècle

#### A-G
- D. Abadie
- Guilhem Ader (1570-1638)
- Adrien d'Aiguesplas
- F. Albert[365]
- L.-E. Albert[366]
- Joseph Alègre (1630-1697)[367],[368]
- Barthélémy Amilha (1613-1673)[369],[370]
- Anselme[371]
- d'Arquier[372],[373]
- d'Arrailh[374]
- Asimont[375]
- Jean-Géraud d'Astros (1594-1648)[376]
- Mardochée Astruc (1656-1698)[377]
- Martres d'Ausson Martel[378]
- F. d'Autrovil[379]
- Balthazar Baro (1596-1650)[380]
- Louis Baron (1612-1663)[381]
- Grégoire de Barutel[382]
- Guirault Bédout (1617-1692)
- François de Bègue[383]
- G. Bely[384]
- B. Berger[385]
- R. de Bergoing[386],[387]
- P. Bernet[388]
- de Bertaud[389]
- G. Blaye[390]
- Boissière[391]
- P. Bole[392]
- Bonnet[393]
- J. Bonnet[394]
- Jacques Borel[395]
- Pierre Borel (1620-1671)[396],[395]
- Bernard Bosc[397]
- François Boudet[398]
- Bourderes[399]
- Claude Brueys (1570-1650)
- Balthasar de la Burle[400]
- Joan de Cabanas (1654-1717)
- A. Cahuzac[401]
- A. Camusat[402]
- Perrette de Candeil[403]
- D. Capelle[404]
- Cartier[405]
- François Casals[406]
- Paul Antoine Agar de Cavaillon (1576-1631)
- Pierre Chabert de la Valette[407]
- Champflour[408]
- de Chaubard[409]
- de Clarac[410]
- L. Claret[411]
- Père Pierre Cléric (1662-1740)[412],[413]
- Antoine Clet[414]
- Bernard Colomès[415]
- Jean-Pierre Colomez[416]
- A. Colomiez[417]
- Natalis Cordat[418]
- Cordé[419]
- J. Cornac[420]
- François de Cortète de Prades (1586-1667)
- Daliès[421]
- Dambez[422]
- Daran[423]
- Arnaud Daubasse (ca 1664-ca 1727)[424],[425],[426]
- Jean Daubian[427]
- J. Dautrouil[428]
- Jacques David[429]
- Henry Daydé[430]
- Barthélémy Deborna[431],[432]
- Charles Delmur[433]
- Delpi[434]
- Guillaume Delprat[435]
- Desesgaux[436]
- Isaac Despuech (1557-1642)
- Jean Doujat[437],[438]
- H. Dubois[439]
- Ducharme[440]
- Ducros[441]
- F. Dufour[442]
- Dominique Dugay[443]
- Dupoix[444]
- Espiau[445]
- Charles Féau[446],[447]
- Ferran[448]
- François Fézède[449]
- Nicolas Fizes (1648-1718)[450]
- Flory[451]
- Jean-Henri de Fondeville (1633-1705)
- Barthélémy Forjon[452]
- G. Fornier[453]
- Gach[454]
- P. Gagnon[455]
- Garbay[456]
- Charles Garin[457]
- Garonne[458]
- Valentin de Garroche[459]
- Marguerite Gasc[460]
- Jacob de Gassion (1578-1635)
- Gautier[461],[462]
- Julien Gemarenc de Lanta[463]
- Pèire Godolin (1580-1649)
- D. Grangeron[464]
- Granier[465]
- Bernard Grimaud[466],[467]
- J. Guilhielmy[468]
- Jean-Louis Guitard[469]
- Mlle de Guitard[470]

#### H-Z
- Bidau de la Herro[471]
- J.S. Jannet[472]
- J. Jullia[473]
- La Feuillade[474]
- B. Labadie[475]
- S. Laborde[476]
- Laborieux[477]
- Claude Laborieux (1613-1689)[478]
- Lacaze[479]
- P. Lacombe[480]
- Lafont[481]
- Lanes[482]
- Bertrand Larade (1581-ca 1635)[483]
- Jean-R. Larrieu[484]
- P. Lartigue[484]
- B. Lasplaces[485],[486]
- Lassalle[487]
- D. Lastrau[488]
- Daniel Lesage (1567-1642)[489]
- de Lespinasse[490]
- Levèze[491]
- Louis Lougarre[492]
- P.L. Marcet[493]
- Jean Martel[494]
- Honorat de Meynier (1570-1638)[495],[496]
- Michaille[497]
- Jean Michel[498],[499]
- Marie de Montfort[500]
- Marc Antoine de Moras[501]
- de Morei[352]
- J. Muret[502]
- Nourat de Valbella[503]
- Jean-Antoine Pader[504],[505]
- G. Panebeuf[506]
- Gabriel Pasturel[507]
- Joseph Pasturel (1610-1676)[508],[509]
- G. Pech[510]
- Antoine Peirol[511]
- J-B Pelegry[512]
- F. Peraut[513]
- François Perdrix[514]
- J. Picqué[515]
- G. Pouderous[516]
- de Pourille[517]
- Siméon Poylevé (1620-1697)[518]
- de Pradines[519]
- André Du Pré
- J. de Pujet[520]
- Queyratz[521]
- J. Raou[522]
- Reilhes[523]
- François Rempnoux[524]
- E. Renhies[525]
- Rey[526]
- Louis Ribotti[527]
- David Rigaud[528]
- Jean-François de Robert[529]
- Roudil[530]
- Roussel[531]
- Pierre Rousset (1624-1684)
- Nicolas Saboly (1614-1675)
- David Sage[532],[533]
- Jean de Saint-Blancat[534],[535]
- Sant-Blancat[535]
- Sarrant[536]
- L. Seguin[537]
- Seré[538]
- Souques de Laroque[539]
- Suplici[540]
- G. de Taillasson[541]
- Pierre Taillasson[542]
- Suzon de Terson (1657-1685)[543]
- B.-B. Thouron[544]
- Jules Torrini[545]
- Trémolet[546]
- Troette[547]
- Palamède Tronc de Codolet (1656-1722)[548],[549]
- Jean de Valès[550],[551]
- F. de Vares Piet[552]
- Claude Vaysse[553]
- A. Viani[554]
- Voltoire[555],[556]
- Gaspar Zerbin (1590-1650)[557]

### XVIIIesiècle

#### A-G
- Onorat Agnellier (1752-1832)
- Auguste Astier[558]
- Louis Aubanel (1758-1842)[559]
- Josep Totsants Avril (1775-1841)[560]
- Jacques Azaïs (1778-1856)[561],[560]
- Jean-Florent Baour[562]
- Chevalier de Bapteodié[563]
- François Batbedat (1745-1806) [564]
- Claude Barry (1770-1845)[565],[566],[567]
- Mathieu Blanc-Gilli (1747-1804)
- Balthazar Simon Bonnet-Bonneville[568]
- Théophile de Bordeu (1722-1779)
- L'abbé Bouquier[569]
- Antoine Brugié[570]
- Dominique-Xavier Brutinel (1715-1753)[571]
- Vincent Buart[572]
- Jacques Cailhol[573]
- L'abbé Caldaguès[574]
- Jean-Baptiste François Carvin (1777-1842)[575]
- Antoine Castelin[576]
- Marius Chabert[577]
- Antoine Clet (1705-1785)
- Jean-Baptiste Coye (1711-1777)
- Claude Dageville (1720-1794)[575],[578]
- L'abbé Daretche [579]
- Cyprien Despourrins (1698-1759)
- Roland Devillario[580]
- Jean Joseph Marius Diouloufet (1771-1840)
- Joseph-François Domergue (1691-1728)[581],[582]
- Le chanoine Émery[583]
- Antoine Fabre d'Olivet (1768-1825)[584].
- Amable Faucon (1724-1808)[585],[586]
- Jean-Baptiste Favre (1727-1784)[587],[588],[589]
- Jean-Baptiste Foucaud (1747-1818)
- Le père Charles Galy-Roquefort[590]
- Le père Gautier[591]
- Melchior Gelabert (1709-1757)[592]
- Jean-Baptiste Germain (1701-1781)
- Abbé Girardeau (1700-1774)[593]
- Jean-Patrice Gravières[594]
- François Toussaint Gros (1698-1748)[595]

#### H-Z
- Pierre Hellies[596]
- Hillet[597]
- Pierre Hourcastremé (1742-1815)[598]
- Le père Lacombe[599]
- Guillaume Lavabre[600],[601]
- Pierre de Lesca [602]
- Gautier de Lombez[603]
- Jacob de Lunel[604]
- Meste Verdié (1779-1820)
- Hyacinthe Morel (1756-1829)[605]
- Mathieu Morel[606]
- Jean-Baptiste Nalis[607]
- Père Napian[608]
- Jean-Charles Passeron[609]
- Jean-Claude Peyrot (1709-1795)
- François Richard (1730-1814)
- Auguste Rigaud (1760-1835)
- Cyrille Rigaud (1750-1824)
- Joseph Roustan (1756-1835)
- L'abbé Sage[533]
- Bernard de Saint-Salvy[610]
- Simon Salamo[611]
- Pierre Silvy (1775-1849)[612],[613]
- André-Auguste Tandon (1759-1824)[614]
- Michel de Truchet (1766-1841)[615]

## Renouveau du Félibrige

### XIXesiècle

#### E-I
- Germain Encontre (1809-1853)[726]
- Prosper Estieu (1860-1939)
- Henri Victor Eyssette (1831-1921)[727],[728]
- Benjamin Fabre[729]
- Jean-Henri Fabre (1823-1915)
- Joseph Fallen (1863-1911)
- Alari Fanton (1861-1940)[450],[730]
- Laurent Farcy (1838-1896)[450]
- Gustave de La Fare-Alais (1791-1846)[731],[732],[733]
- Pierre-Firmin Fau (1844-1904)[734]
- Jean-Baptiste Faure (1867-1901)[450]
- Maurice Faure (1850-1919)[735]
- Léonce Féasson (1856-1924)[450],[736]
- Paul Félix[737]
- Mariús Féraud (1812-1891)[450],[738]
- Anaís Fernalier[450]
- L'abbé Arnaud Ferrand[739]
- Pierre Ferrand (1810-1882)[450]
- Hilarion Flayol (1843-1931)[450]
- Balthazar Floret (1789-1872)[740]
- Folco de Baroncelli-Javon (1869-1943)
- Louis Foucard (1852-1915)[450]
- Auguste Fourès (1848-1891)
- Xavier de Fourvière (1853-1912)[450]
- Malachie Frizet (1850-1909)[450],[741]
- Louis Funel (1859-1928)[450],[742]
- David Gaité (1824-1875)[595]
- Clément Galicier (1868-1908)[595],[743]
- Fèlix Galseran (1851-1918)[595],[744]
- Auguste Galtier[745]
- Charles Honorat Gantelme (1820-1890)[595]
- Étienne Garcin (1784-1859)[595],[746]
- Pierre Garcin[747]
- Reine Garde (1810-1881)[595]
- L'abbé Garet de Gan (1809-1864)[748]
- Jean Baptiste Garnier (1829-1891)[749],[750]
- Charles Garrau (1781-1846) [751]
- Joseph Gastinel[752]
- Paul Gaussen (1845-1893)[753]
- Jean Dominique Benoît Gaussinel[754]
- Jean-Baptiste Gaut (1819-1891)[595]
- Albert Gautier (1830-1858)[755]
- Victor Gelu (1806-1885)[595]
- Marguerite Genès (1868-1955)
- Lucien Geoffroy (1818-1889)[595],[756],[757]
- Paul Giéra (1816-1861)
- Henri Gilbert[758],[759]
- Raols Ginèsto (1849-1914)[595],[760],[761]
- Pierre Ginouvès (1848-1916)[595]
- Marius Girard (1838-1906)[595]
- Antonin Glaize (1833-1914)[595],[762]
- Glaup[763]
- Léontine Goirand (1853-1923)
- Alexandre Gourrier (1795-1853)[764]
- François Grabié (1834-1902)
- Frédéric de Grandval (1802-1859)[765]
- André Louis Granier (1821-1897)[595],[766]
- Félix Gras (1844-1901)
- Jean-Baptiste Gras (1831-1883)[595]
- Rose-Anaïs Gras (1841-1920)
- Louis Grimaud[767]
- Roch Grivel (1816-1888)[595],[768]
- Josselin Gruvel (1834-1898)
- André Guieu[769]
- Hippolyte Guillebert (1841-1922)[595],[770]
- Louis Diogène Guiraldenc (1840-1869)[771]
- François Guisol (1803-1874)
- Paulin Guisol (1842-1921)[772],[595]
- Pierre Fortuné Guiton (1839-1902)[595]
- François Guitton-Talamel (1831-1903)[773]

#### H-O
- Marius Hermitte (1834-1881)[774],[775]
- A. Heyries[774]
- Clovis Hugues (1851-1907)[774]
- Louis Hugues (1862-1908)[774]
- Joseph Huot (1839-1898)[774],[776]
- Louis Icard (1822-1889)[777],[778]
- Eugène Imbert (1850-1900)[777],[779],[780]
- Louis Isnardon[777],[781]
- Jacques Jarsaillon (1840-1893)[782]
- Jasmin (Jacques Boé) (1798-1864)
- Elzéar Jouveau (1847-1917)[783],[784]
- Louis Julié[785]
- Abbé Jean Labaig-Langlade (1830-1916)[786]
- Cyrille Labeyrie (1870-1913)[787]
- Sylvain Lacoste (1862-1930)[788]
- Jean Louis Lacountre (1809-1889)[789]
- Jean Lacou (1821-1908) [790]
- Matiéu Lacroix (1819-1864)[791],[792],[793]
- Pierre-Daniel Lafore (1863-1912)[794]
- Calixte Lafosse (1842-1904)[795]
- Hippolyte Laidet (1794-1884)[791],[796]
- Abbé Lambert[797]
- Alexandre Langlade (1820-1900)
- Edmond Lapelletrie (1847-1915)
- Léo Lapeyre (1866-1907)[798]
- Justin Larrebat (1816-1868)[799]
- Abel Laugier (1852-1926)[791],[800]
- Fidel Laugier (1803-1864)[791]
- Jean-Pierre Laurès (1822-1902)[791]
- Victorin Lavison (1856-1936)[791]
- Jules Lejourdan[791],[801],[802]
- Victor Levère (1831-1894)
- Victor Lieutaud (1844-1926)[791],[803]
- Marius Lombard[804]
- Philippe Mabilly (1841-1911)[805],[806]
- Tonin Magne (1798-1878)[805]
- Alphonse Maillet (1810-1850)[805],[807]
- Jean-Joseph Majorel[808]
- Malachie-Frizet (1850-1909)[809]
- Stanislas Mallard (1846-1890)[805],[810]
- Jules Malrieu (1854-1934)[811]
- Lazarino de Manosco ou Lazarine Negre (1848-1899)
- Rémy Marcellin (1832-1908)[805],[812]
- Paul Mariéton (1862-1911)[805]
- Auguste Marin (1860-1904)
- Fortuné Martelly (1820-1894)[805],[813]
- François-Raymond Martin[814]
- Pau Martin (1830-1903)[805]
- Paulin Marty (1825-1898)[815]
- Anselme Mathieu (1828-1895)
- Benoni Mathieu[816]
- Paulin Mathieu (1822-1910)[805]
- André Maurel (1858-1918)[805]
- Antoni Maurel (1815-1897)[805]
- Louis Maurel (1837-1910)[805]
- Charles Maurras (1868-1952)
- Fernand Mazade (1861-1939)[805]
- Pierre Mazières (1851-1914)[805],[817]
- François Mazuy (1813-1862)[805],[818]
- Lucien Mengaud (1805-1877)
- Lucien Menvielle (1855-1901)[805]
- Joseph Méry (1797-1886)[805]
- Régis Michalias (1844-1914)[805],[819]
- Alphonse Michel (1837-1893)[805],[820]
- Joseph Mille (1848-1904)[805]
- Achille Mir (1822-1901)[805],[821]
- Frédéric Mistral (1830-1914)
- Octave Monier (1816-1895)[805],[822]
- Jean Monne (1838-1916)[805],[823]
- Alfred Moquin-Tandon (1804-1863)[805],[824]
- Martial Moulin[825]
- Jean Mouné[826]
- Antoine Mouren (1869-1943)[805],[827]
- Abbé Louis Moutier (1831-1903)[805],[828]
- L'abbé Moyne[829]
- Xavier Navarrot (1799-1862)
- Louis Nègre (1859-1904)[830]
- Louis Nicolini[831]
- Joseph Noulens (1828-1898)

#### P-Z
- Émile Pailleret (1816-1899)[832]
- Marin Louis Pally (1851-1911)[832]
- Abbé François Pascal (1848-1932)[832],[833]
- Jean-Paul Payan (1861-1925)[834]
- Toussaint Payan (1813-1893)[832],[835]
- Jean-Félix Pédegert (1809-1889)[836]
- Louis-Félix Peisse dit Cascateou (1820-1878)[832],[837]
- Charles Pélissier (1854-1927)[832],[838]
- Antonin Perbosc (1861-1944)
- Alexis Peyret (1836-1902)
- Jean-Antoine Peyrottes (1813-1858)[832],[839],[840]
- Polydor Pfluger (1846-1912)[832],[841]
- Louis Piche (1828-1900)[832]
- Amadieu Pichot (1796-1879)[832],[842]
- Claude-Charles Pierquin de Gembloux (1798-1863)
- Alexis Pigalio (1860-1895)[832],[843]
- Fortunat Pin[844]
- Eugène Plauchud (1831-1909)[845],[846]
- Joseph Polio (1851-1930)[832]
- Alexandre Poncy[832],[847]
- Carles Poncy (1821-1891)[832]
- Félix Portal (1870-1919)[832]
- Mestre Prunac (1787-1865)
- Julien Rampal (1820-1888)[649],[848],[849],[850]
- Joseph-Rosalinde Rancher (1785-1843)
- Georges-Albert Ravanat[851]
- Charles-Antoine Ravel (1798-1860)[852]
- Camille Raybaud[853]
- Camille Reybaud (1805-1866)[649],[854]
- Eusèbe Reymonenq (1791-1869)[855]
- Marius Ricard-Bérard (1799-1876)[649]
- Joseph Richard (1804-1866)[649]
- Aimable Richier (1849-1924)[649]
- Charloun Rieu (1845-1924)
- Victor de Rive d'Olt[856]
- Marie-Antoinette Rivière (1840-1865)[649]
- Ourtènsi Rolland (1836-1884)
- Paul Roman (1866-1933)[649]
- Louis-Alphonse Roque-Ferrier (1844-1907)[857]
- Alfred Rottner[858]
- Joseph Roumanille (1818-1891)
- Marcelin Roumié[859]
- Delphine Roumieux (1830-1911)
- Louis Roumieux (1829-1894)
- Louis Rouquier (1863-1939)
- Rousset de Sorlat[860]
- Pascal Roustan (1859-1938)[649],[861]
- Léon Rouvière (1810-1848)[862]
- Antoine Roux ou Antonin Roux (1842-1915)[863]
- Joseph Roux (1834-1905)
- Auguste Rozier (1800-1865)[864]
- Paul Sabathé (1864-1937)[865]
- Isidore Salles (1821-1900)[866]
- Junior Sans (1820-1893)[612]
- Camille Sénès[867]
- Célestin Sénès (1827-1907)[612],[868]
- Eugène Seymard (1803-1892)[612],[869]
- Victor Sibour dé Marignano (1784-1852)[612],[870]
- Joseph Soulet (1851-1919)[871]
- Léon Spariat (1861-1936)
- Aimé Taix (1796-1857)[548],[Note 2]
- Étienne Tanoux (1842-1899)[548],[872]
- Brémonde de Tarascon (1858-1898)
- Alphonse Tavan (1853-1905)
- Thomas Thobert[873]
- Victor Quintius Thouron (1794-1872)
- Auguste Thumin (1835-1890)[548],[874],[875]
- Modeste Touar (1841-1908)[876]
- Albert Tournier (1855-1903)[877]
- Marius Trussy[878],[879]
- Pierre Verlhac (1868-1955)[880]
- Arsène Vermenouze (1850-1910)
- Pierre Vernhet (1806-1878)[881]
- Louis-Catherine Vestrepain (1809-1865)[882],[883],[Note 3]
- Jean-Baptiste Veyre (1798-1876)[884]
- François Vidal (1832-1911)[885]
- Pierre Vidal (1811-1888)
- Maurice Viel[882],[886]
- Jean Vigé (1842-1915)
- Émile Vignancour
- L'abbé Vigne[887]
- Antoine Villiers (1834-1900)[888]
- Lydie Wilson (1850-1880)

## Époque contemporaine

### XXesiècle

#### A-I
- Louis Abric (1886-1953)
- Paul Albarel (1873-1929)
- Jausep Allain (1891-1959)[889]
- Robert Allan (1927-1998)
- Max Allier (1912-2002)[890],[891]
- Salomon Amalbert (1874-1932)[892]
- André Bouyssou, père[893]
- Jean-Pierre Baldit[894]
- Émilien Barreyre (1883-1944)[895]
- Émile Barthe (1874-1939)[896],[567]
- Roger Bardou poète (1904-1979) poète félibre
- Roger Barthe (1911-1981)[897]
- Serge Bec (1933-2021)[898]
- Louis Béchet (1873-1941)[899]
- Jean-Baptiste Bégarie (1892-1915)[900]
- Francis Beigbeder[901]
- Abat Danièl Bergèir (1881-1950)[902]
- Gabriel Bernard (1882-1954)[903]
- Antoine Berthier (1878-1953)[904]
- Berval (1891-1966)[567]
- Jean Bessat (1873-1963)[905]
- Gustave Bessière (1881-1942)[906]
- Georges Blanc (1944-...)
- Joan Bodon (1920-1975)
- Pierre Boissel (1872-1939)
- Eugène Boissier (1880-1929)[907],[567]
- Louis Bonfils (1891-1918)[908]
- Émile Bonnel (1915-2009)[909],[567]
- Zefir Bòsc (1927-2020)[910]
- Gaston Boulouis[911]
- André Jacques Boussac (1889-1964)[912],[567]
- Estève Brémond (1871-1935)[567]
- Émile Brun[913]
- Jean-Frédéric Brun (1956-...)
- Joan de Cabanas (1908-1991)
- Michel Camélat (1871-1962)[575]
- Charles Camproux (1908-1994)
- Antòni Cane (ca 1905-1946)[575]
- Jean-Yves Casanova (1957-...)[914]
- Félix Castan (1920-2001)
- Pierre Causse (1883-1951)[575]
- Frédéric Cayrou (1879-1958)[915]
- Maxime Cazals[916]
- Michel Chadeuil (1947-....)
- André Champarnaud (1877-1953)[917]
- Alain Charasse (1891-1954)[918]
- Jean Charles-Brun (1870-1946)[919]
- Jean-Baptiste Chèze (1870-1935)[920]
- Clardeluna (1898-1972)
- André Combettes (1924-2002)[921]
- Bernard Combi (1960-...)[922]
- Léon Cordes (1913-1987)
- Jean-Louis Courtial[923]
- Jules Cubayne[924]
- Joseph d'Arbaud (1874-1950)
- Gaston Honorat Dambielle (1873-1930)[581]
- Félix Daval (1948-...)
- Michel Décor (1949-...)[925]
- Max-Philippe Delavouët (1920-1990)
- Emmanuel Delbousquet (1874-1909)
- Ferdinand Déléris (1922-2009)[926]
- Marcelle Delpastre (1925-1998)
- Louis Marie Denis-Valvérane (1870-1943)[581]
- François Dezeuze L'escoutaïre (1871-1949)[927],[928],[929]
- Henriette Dibon
- Denis Drouet[930]
- Marcelle Drutel (1897-1985)
- Adrien Dupin (1896-1973) [790]
- Henri Espieux (1923-1971)
- Jules Eynaudi (1871-1948)[931]
- Pierre Fontan (1882-1952)[450]
- Marcel Fournier (1900-1979)[932],[933]
- Renat Fournier (1871-1940)[450]
- Marius Fousson (1874-1955)[934]
- l'abbé Jules Froment
- Paul Froment (1875-1898)[450]
- Charles Galtier (1913-2004)
- Jean Ganiayre (1941-...)
- Louis Gardes (1874-1943)
- Philippe Gardy (1948-...)
- Marie Gasquet (1872-1960)
- Pau Gayraud (1898-1994)
- Louis Génari (1871-1952)
- Philadelphe de Gerde (1871-1952)
- Joseph Giordan, dit Jousé Giordan (1878-1963)[935]
- Ismaël Girard (1898-1976)[936],[937]
- Albert Girbal (1874-1960)[938]
- Pierre Gombert[939]
- André Goujas (1883-1950)
- Paul-Louis Grenier (1879-1954)[595]
- Gabriel Guerriera (1871-1948)[595],[940]

#### H-Z
- Claudius Javelle d'Apinac[941]
- François Jouve (1881-1968)[942]
- Marius Jouveau (1878-1949)[943]
- Jean Ladoux (1870-1951)[791],[944]
- Albert Lafeuille (1877-1954)[945]
- Robert Lafont (1923-2009)
- Guillaume Laforêt (1877-1937)[791],[946]
- Pierre Lagarde (1908-1992)[947]
- Joan Larzac (1938-...)
- Joseph Loubet (1874-1951)
- Célestin Maffre (1907-1996)[948]
- Bernard Manciet (1923-2005)
- Albert Massebeuf[949]
- Fernand Masson dit Florimond (1872-1948)[950]
- René Méjean[951]
- Jan dau Melhau (1948-...)
- Pierre Miremont (1901-1979)[952]
- Jean Monestier (1930-1992)[953]
- Bernard de Montaut-Manse (1893-1958)
- Jèp de Montoya (né en 1959)
- Henri Mouly (1896-1981)
- Alfred Moustier (1882-1963)[805]
- Fernand Moutet (1913-1993)
- Jean Mouzat (1907-1986)[954]
- Charles Naudot (1880-1948)[830],[955]
- Guilhem de Nauroza (Guillaume Lèvefaude)(1898-1993)[956]
- Eugène Pagès (1870-1961)[957]
- Simin Palay (1874-1965)
- Jules Palmade (1896-1967)[958]
- Térèsa Pambrun[959],[960]
- Louisa Paulin (1888-1944)
- Roland Pécout (1949-...)
- Albert Pestour (1889-1968)
- Jean-Marie Petit (1941-...)
- Sully-André Peyre (1890-1961)
- Alexandre Peyron (1889-1916)[832]
- Jean-Bernard Plantevin
- Denis Poullinet (1871-1956)[961]
- Fernand Poussigue (1872-1940)[962]
- Fernand Prax (1890-1970)
- Christian Rapin (1931-2022)
- Jean Rebier (1879-1946)[963]
- Jòrgi Reboul (1901-1993)
- Antoine Rey (1876-1964), lauréat de l'Académie des Jeux Floraux de Toulouse et du Jasmin d'Argent, Membre de l'Escolo de Jansemin, auteur de "Cansons de mon païs", Colège d'Occitania, 1950.
- Pierre Reynier (1884-1955)[964]
- Rosalina Roche (1946-...)[965],[966]
- Arlette Roudil
- Hubert Rouger (1875-1958)[967]
- Max Rouquette (1908-2005)
- Pierre Rouquette (1898-1988)[968]
- Yves Rouquette (1936-2015)
- Louis Roux (1873-1951)[649]
- Louis Roux-Servine (1871-1953)[969]
- Jean-Yves Royer (1944-...)
- J. Rozes de Brousse (1876-1960)[970]
- Claudio Salvagno (1955-...)[971]
- Ferran Sarran (1872-1928)[612]
- Jean-Luc Sauvaigo (1950-...)
- Eugène Séguret (1896-1956)[972]
- Gabriel Séguret[973]
- Julienne Séguret (1891-1951)
- Alem Surre Garcia[974]
- Jean-Pierre Tardif (né en 1954)
- Jean-Pierre Tennevin[975]
- Lanry Terras[976]
- Sylvain Toulze (1911-1993)
- Joseph Vaylet (1894-1982)
- Jean-Calendal Vianès (1913-1990)[977]
- Benoît Vidal (1877-1951)
- Félix Vidal (1881-1957)[978]
- Germaine Waton de Ferry (1885-1956)
- Adeline Yzac (1954-...)[979]

### XXIesiècle
- Domenja Décamps[980]
- Frédéric Figeac[981]
- Jean-Philippe Joulia[982]
- Maëlle Dupon[983]
- Albin Bonnet[984]
- Sylvan Chabaud[985]
- Aurelia Lassaca[986]

#### Avant 1950
- Jean-Baptiste de La Curne de Sainte-Palaye et Claude-François-Xavier Millot (Éditeur scientifique), Histoire littéraire des troubadours, Paris, 1774, 3 vol. in-12 (BNF 33995279)
- Paris Paulin, Les manuscrits françois de la Bibliothèque du roi, leur histoire et celle des textes allemands, anglois, hollandois, italiens, espagnols de la même collection, Paris, Techener, 1836-1848, 8 vol. ; in-8 (BNF 31059730)
Les manuscrits françois de la Bibliothèque du roi, vol. 7 sur Internet Archive
- Claude Devic et Joseph Vaissette, Histoire générale de Languedoc : avec des notes et les pièces justificatives, Toulouse, J.-B. Paya, 1840-1846, 10 vol. : pl., cartes, portrait ; in-8 (BNF 36384293)
- Joseph Roumanille (préf. Saint-René Taillandier), Li Prouvençalo : poésies diverses suivies d'un glossaire, Avignon, Seguin aîné, 1852, XLV-437 p., in-16 (BNF 33557105)
Li Prouvençalo sur Gallica
Li Prouvençalo sur Internet Archive
- Jean-Baptiste Gaut (Éditeur scientifique), Roumavagi deis troubaires, Aix, Aubin, 1854, In-16 (BNF 30488730)
Roumavagi deis troubaires sur Internet Archive
- Jean-Baptiste Noulet, Essai sur l'histoire littéraire des patois du midi de la France aux XVIe et XVIIe siècles, Paris, J. Techener, 1859, VIII-257 p., In-8° (BNF 31026839)
- Paul Meyer, Les derniers troubadours de la Provence (Fac-sim. de l'éd. de : Paris : Franck, 1871), Genève ; Marseille, Slatkine ; Laffitte, 1973, 207 p., 23 cm (BNF 35407588)
Les derniers troubadours de la Provence sur Gallica
- (de) Karl Bartsch, Grundriss zur Geschichte der provenzalischen Literatur, Elberfeld, R. L. Friderichs, 1872, VIII-216 p., In-8° (BNF 31769739)
- Jean-Baptiste Noulet, Essai sur l'histoire littéraire des patois du midi de la France au XVIIIe siècle, Paris, Maisonneuve, 1877, III-233 p., In-8° (BNF 31026840)
- Camille Chabaneau, Les biographies des troubadours en langue provençale : publiées intégralement pour la première fois avec une introduction et des notes, Toulouse, E. Privat, 1885, 204 p., In-fol. (BNF 30214219)
- Camille Chabaneau, Les biographies des troubadours en langue provençale : publiées intégralement pour la première fois avec une introduction et des notes (Fac-sim. de l'éd. de : Toulouse : E. Privat, 1885), Genève ; Marseille, Slatkine ; Laffitte, 1975, 204 p., 28 cm (BNF 34574033)
Les biographies des troubadours en langue provençale sur Gallica
- Léon Côte et Paul Berthet, La Flore littéraire du Dauphiné : La Poésie (anthologie et bio-bibliographie), Grenoble, Jules Rey, 1911, 3 vol. in-8° (BNF 31972337)
- Alfred Jeanroy (trad. J.-B. Noulet), Les Joies du gai savoir : recueil de poésies couronnées par le Consistoire de la gaie science (1324-1484), Toulouse, E. Privat, 1914, XXIX-321 p. ; In-16 (BNF 31026855)
Les joies du gai savoir sur Internet Archive
- Alfred Jeanroy, La Poésie lyrique des Troubadours, Toulouse, E. Privat, 1934, 2 t. en 2 vol. ; In-8 ° (BNF 38781622)
- Alfred Jeanroy, Histoire sommaire de la poésie occitane : des origines à la fin du XVIIIe siècle (Fac-sim. de l'éd. de Toulouse, E. Privat, et Paris, H. Didier, 1945), Genève, Slatkine, 1973, VIII-184 p., 22 cm (BNF 34694515)
- Félix de La Salle de Rochemaure et René Lavaud (Collaborateur), Les troubadours cantaliens (Fac-sim. de l'éd. de : Aurillac : impr. moderne, 1910), Genève, Slatkine, 1977, 2 vol. ; 23 cm (BNF 37697351)
Les troubadours cantaliens Vol. 1 sur Gallica
Les troubadours cantaliens Vol. 2 sur Gallica
- Félix de La Salle de Rochemaure et René Lavaud (Collaborateur), Les troubadours cantaliens, Aurillac, impr. Moderne, 1910, 2 vol. : ill. ; in-16 (BNF 36047581)
Les troubadours cantaliens : XII-XIVe siècles, t. 1 sur Internet Archive
Les troubadours cantaliens : XII-XIVe, siècles t. 2 sur Internet Archive
- René Lavaud, Les troubadours cantaliens : XII-XIVe siècles : notes complémentaires critiques et explicatives (Fac-sim. de l'éd. d' : Aurillac : Impr. moderne, 1910), Genève, Slatkine, 1978, 134 p., 23 cm (BNF 34604702)
Les troubadours cantaliens : notes complémentaires critiques et explicatives sur Gallica
- Joseph Anglade, Histoire sommaire de la littérature méridionale au Moyen âge, Paris, E. de Boccard, 1921, IX-274 p., In-8 (BNF 31722592)
Histoire sommaire de la littérature méridionale au Moyen âge sur Internet Archive
- Joseph Anglade, Histoire sommaire de la littérature méridionale au Moyen âge : des origines à la fin du XVe siècle (Fac-sim. de l'éd. de : Paris : E. de Boccard, 1921), Genève, Slatkine, 1973, IX-274 p., 22 cm (BNF 34694837)
Histoire sommaire de la littérature méridionale au Moyen âge sur Gallica
- Congrégation de Saint-Maur et Académie des inscriptions et belles-lettres, Histoire littéraire de la France, Paris, V. Palmé, puis : Firmin-Didot, puis : Impr. nationale, puis : De Boccard, 1865-, 28 cm (BNF 34294743)
- (oc + fr) Frédéric Mistral et Jules Ronjat, Lou Trésor dou Félibrige ou Dictionnaire provençal-français : embrassant les divers dialectes de la langue d'oc moderne, Raphèle-lès-Arles, M. Petit, 1979, 1179 p., 2 vol. (1196-1179 p.) ; 25 cm (ISBN 84-499-0563-X, BNF 37258238)

#### Après 1950
- (oc + fr) André Berry (Éditeur scientifique), Anthologie de la poésie occitane : Textes en langues romanes avec la traduction en français en regard, Paris, Stock, 1961, 20 cm (BNF 37477418)
- (oc + fr) Marie Rouanet (Éditeur scientifique), Occitanie 1970, les poètes de la décolonisation : Occitania 1970, los poetas de la descolonizacion (anthologie bilingue), Honfleur, P.J. Oswald, coll. « Poésie d'Oc » (no 1), 1971, 181 p., 18 cm (BNF 35204926)
- Robert Sabatier, Histoire de la poésie française, Paris, A. Michel, 1975, Couv. ill. en coul. ; 23 cm (BNF 34293445)
- Robert Sabatier, La poésie du XVIe siècle, Paris, A. Michel, coll. « Histoire de la poésie française » (no 2), 1975, 301 p., Couv. ill. en coul. ; 23 cm (ISBN 2-226-00143-3, BNF 34565112), p. 266
- Philippe Gardy, Une écriture en archipel, Église-Neuve-d'Issac, Fédérop, coll. « Culture occitane », 1992, 156 p., couv. ill. ; 19 cm (ISBN 2-85792-083-0, ISSN 1147-3983, BNF 35513280)
- Jean Fourié, Dictionnaire des auteurs de langue d'oc : de 1800 à nos jours, Paris, les Amis de la langue d'oc, coll. « Collection des amis de la langue d'oc », 1994, 346 p., 24 cm + 1 addenda (ISBN 2-900062-05-5, ISSN 1271-9870, BNF 35684829)
- (it + fr) Luciano Rossi (Éditeur scientifique), Cantarem d'aquestz trobadors : studi occitanici in onore di Giuseppe Tavani, Alexandrie, Ed. dell'Orso, 1995, 257 p., 24 cm (ISBN 88-7694-210-6, BNF 38906134)
- Pierre Bec (Éditeur scientifique), Chants d'amour des femmes-troubadours : trobairitz et chansons de femme, Paris, Stock, coll. « Stock Moyen âge », 1995, 258 p., couv. ill. en coul. ; 23 cm (ISBN 2-234-04476-6, ISSN 0751-0489, BNF 35816123)
- René Streiff, La poésie d'Oc, des troubadours au Félibrige, Toulon, Éd. Blanc, 1997, 24 p., Non paginé : ill. ; 21 cm (ISBN 2-84397-016-4, BNF 36196162)
- Jules Bessi, Biographie ancienne et moderne des poètes niçois, Nice, Alandis, 1999, 69 p., 20 cm (ISBN 2-913637-07-8, BNF 37076256)
- Philippe Gardy, La leçon de Nérac : Du Bartas et les poètes occitans : 1550-1650, Bordeaux, Presses universitaires de Bordeaux, coll. « Saber », 1999, 237 p., 24 cm (ISBN 2-86781-229-1, ISSN 1283-2774, BNF 37553713, lire en ligne)
- (oc + fr) Pierre Bec et Liliane Jagueneau (Éditeur scientifique), Per un païs : écrits sur la langue et la littérature occitanes modernes, Poitiers, Institut d'études occitanes de la Vienne, 2002, 381 p., cartes ; 21 cm (ISBN 2-9517621-0-0, BNF 38930918)
- (oc + fr) Robert Lafont (Éditeur scientifique) (trad. de l'occitan), Baroques occitans : anthologie de la poésie en langue d'oc, 1560-1660, Montpellier, Université de Montpellier, Centre d'études occitanes, coll. « Lo gat ros », 2002, 325 p., 21 cm (ISBN 2-84269-498-8, BNF 39088486)
- (oc + fr) Jean Eygun (Éditeur scientifique), Poésie d'oc au XXe siècle : anthologie bilingue, Toulouse, Letras d'òc, 2005, 418 p., 24 cm (ISBN 2-9520719-0-X, BNF 39919146)
- (it) Valeria Bertolucci Pizzorusso, Studi trobadorici, Ospedaletto-Pisa, Pacini, coll. « Biblioteca degli studi mediolatini e volgari. Nuova serie » (no 18), 2009, 213 p., 24 cm (ISBN 978-88-6315-073-5, ISSN 1973-8617, BNF 42225079)
- Jean-François Puff, Mémoire de la mémoire : Jacques Roubaud et la lyrique médiévale, Paris, Classiques Garnier, coll. « Études de littérature des XXe et XXIe siècles » (no 6), 2009, 583 p., 24 cm (ISBN 978-2-8124-0027-8, ISSN 2100-3335, BNF 41426261)
- James Sacré (Éditeur scientifique) et Jean-Claude Forêt (Collaborateur) (trad. de l'occitan), L'aujourd'hui de la poésie occitane, Saint-Benoît-du-Sault, Tarabuste éd., coll. « Supplément Triages », 2009, 170 p., 28 cm (ISBN 978-2-84587-194-6, ISSN 1962-8188, BNF 42131577)
- Marie-Jeanne Verny (Auteur du texte) (préf. Philippe Gardy), Max Rouquette et le renouveau de la poésie occitane : la poésie d'oc dans le concert des écritures poétiques européennes (1930-1960) : actes du colloque des 3 et 4 avril 2008, Montpellier (Actes de congrès), Montpellier, Presse universitaire de la Méditerranée, coll. « Études occitanes » (no 5), 2009, 330 p., couv. ill. en coul. ; 24 cm (ISBN 978-2-84269-881-2, ISSN 1962-1116, BNF 42221669)
- Gérard Baudin, Le jardin des Félibres, Marseille, Des chevaliers et un poète, 2010, 50 p., ill., couv. ill. ; 21 cm (ISBN 978-2-9521182-2-4, BNF 42276167)
- (oc + fr) Jean Eygun (Éditeur scientifique) (trad. de l'occitan), Camins dubèrts : anthologie bilingue de poésie occitane contemporaine, Toulouse, Letras d'òc, 2011, 331 p., 24 cm (ISBN 978-2-916718-35-4, BNF 42566049)

### Sitographie
Troubadours
- (fr + es) Institut d'Estudis Catalans, « Corpus des Troubadours », sur trobadors.iec.cat (consulté le 22 novembre 2014)

Chroniques de Claude Barsotti
- « Chroniques dans La Marseillaise », sur www.amesclum.net (version du 3 mars 2016 sur Internet Archive)
- [PDF]« Chroniques, auteurs et auteures commençant par A » (version du 4 mars 2016 sur Internet Archive)
- [PDF]« Chroniques, auteurs et auteures commençant par B » (version du 29 septembre 2018 sur Internet Archive)
- [PDF]« Chroniques, auteurs et auteures commençant par C » (version du 1er avril 2016 sur Internet Archive)
- [PDF]« Chroniques, auteurs et auteures commençant par D » (version du 12 décembre 2020 sur Internet Archive)
- [PDF]« Chroniques, auteurs et auteures commençant par E » (version du 4 avril 2016 sur Internet Archive)
- [PDF]« Chroniques, auteurs et auteures commençant par F » (version du 1er avril 2016 sur Internet Archive)
- [PDF]« Chroniques, auteurs et auteures commençant par G » (version du 6 janvier 2022 sur Internet Archive)
- [PDF]« Chroniques, auteurs et auteures commençant par H » (version du 1er avril 2016 sur Internet Archive)
- [PDF]« Chroniques, auteurs et auteures commençant par I » (version du 1er avril 2016 sur Internet Archive)
- [PDF]« Chroniques, auteurs et auteures commençant par J » (version du 29 juillet 2016 sur Internet Archive)
- [PDF]« Chroniques, auteurs et auteures commençant par L » (version du 13 octobre 2017 sur Internet Archive)
- [PDF]« Chroniques, auteurs et auteures commençant par M » (version du 4 avril 2016 sur Internet Archive)
- [PDF]« Chroniques, auteurs et auteures commençant par N » (version du 29 juillet 2016 sur Internet Archive)
- [PDF]« Chroniques, auteurs et auteures commençant par P » (version du 1er avril 2016 sur Internet Archive)
- [PDF]« Chroniques, auteurs et auteures commençant par R » (version du 29 juillet 2016 sur Internet Archive)
- [PDF]« Chroniques, auteurs et auteures commençant par S » (version du 27 septembre 2020 sur Internet Archive)
- [PDF]« Chroniques, auteurs et auteures commençant par T » (version du 1er avril 2016 sur Internet Archive)
- [PDF]« Chroniques, auteurs et auteures commençant par V et W » (version du 29 juillet 2016 sur Internet Archive)